# Иванов, Христо (политик)
Христо Любомиров Иванов (болг. Христо Любомиров Иванов, 13 сентября 1974, София) — болгарский политик и адвокат. Иванов возглавлял министерство юстиции во втором кабинета Бойко Борисова с 8 ноября 2014 по 9 декабря 2015 года. В служебном кабинете Близнашкого с 5 августа по 7 ноября 2014 года он также занимал должности заместителя премьер-министра и министра юстиции. Он ушёл с поста министра юстиции после того, как болгарский парламент принял нарекания по законе о судебной реформе.
Он окончил Софийский университет имени святого Климента Охридского по специальности «Правоведение». Он также окончил специализацию по национальной безопасности и процедурах назначения судей в Американском университете в городе Вашингтоне по программе Фулбрайта и программе Хуберта Хампфри.

## Карьера
С 1996 по 2002 года он работал в качестве координатора по проектам правовых и судебных реформ в рамках инициативы по соблюдению законности при Американской ассоциации адвокатов.
С 2002 по 2006 год он работал в качестве независимого консультанта по проектам международных организаций, по программах международной технической помощи и для частных клиентов. Проекты были по оценке законодательства и по введения верховенства закона.
С 2006 года он работал в качестве директора программы Болгарского института правовых инициатив. Он вел проекты, связанные с судебной реформой, предотвращения коррупции и введения верховенства закона. Он был зарегистрирован в качестве юриста в 2002 году.
В декабре 2016 года, он начал говорить о формировании новой политической партии под названием «Да, Болгария!» и под лозунгом «Давайте политизируемся!». Иванов инициировал несколько совещания под названием «Есть ли болгарская мечта? Разговоры о Болгарии» для продвижения новой политической партии.
7 июля 2020 года Христо Иванов провел акцию в пляжной зоне черноморского побережья в районе Росенец (Бургасская область). Выяснилось что пляж, представляющий собой исключительно общественную собственностью, собственность, закрыт для граждан, потому что присвоен резиденцией Ахмеда Догана, что было квалифицированно как коррупция, в которой виновна также правящая партия ГЕРБ. Акция вызвала большой резонанс. После проверок доступ к пляжу был восстановлен.
Инцидент с Христо Ивановым стал ключевым событием, приведшим к массовым болгарским протестам летом 2020 года, особенно в Софии.

## Семья
Женат, имеет двоих детей.
Брат прапрадеда — Нафанаил (Бойкикев).